# Премія імені Леся Курбаса
Премія імені Леся Курбаса — премія України в галузі театрального мистецтва, заснована 1995 року Міністерством культури і Спілкою театральних діячів України на честь українського режисера, актора, теоретика театру, драматурга Леся Курбаса.

## Історія премії
12 грудня 1994 року Кабінетом Міністрів України була видана Постанова № 823, якою у зв'язку із 50-річчям Спілки театральних діячів та з метою подальшого розвитку українського театрального мистецтва, в Києві створювався Державний центр театрального мистецтва імені Леся Курбаса і впроваджувалася одна премія Міністерства культури і Спілки театральних діячів України імені Леся Курбаса за кращу режисерську, акторську або сценографічну роботу, працю з історії та теорії театру. Премію присуджували щодвароки до дня народження Леся Курбаса — 25 лютого, починаючи з 1996 року. Першим лауреатом премії 1996 року став художній керівник, режисер і єдиний актор Театру одного актора «Крик» Заслужений артист України Михайло Мельник.

## Положення про премію імені Леся Курбаса
З 2017 року, з метою впорядкування відзначення заслуг громадян за досягнення у сфері культури і мистецтва, введене в дію нове Положення про премію Леся Курбаса.
Згідно з ним Премія імені Курбаса стала щорічною. Премію присуджують щороку професійним театральним режисерам за вагомий внесок у розвиток сучасного театрального мистецтва України і вручається у лютому до дня народження видатного українського режисера.
На її здобуття висувається театральна постановка, прем'єра якої відбулася у попередньому році. Премію присуджують режисерам за театральну постановку за такими критеріями:
- художній пошук;
- новаторський характер;
- європейський контекст;
- сценічний експеримент.

Грошова винагорода до премії — двадцять тисяч гривень.
Організаційно-методичний супровід присудження премії здійснює Державне агентство України з питань мистецтв та мистецької освіти 

## Лаурети премії імені Леся Курбаса
- Вусик Артем — вистава «Веселка на Салтівці» (2024)[6]
- Трунова Тамара — вистава «Дім» Н.МакКартні, що відбулась у ТВЗК «Київський академічний театр драми i комедії на лiвому березi Днiпра» (2022)[7]
- Дмитро Богомазов — вистава «Украдене щастя», що відбулась у Національному театрі імені Івана Франка (2021)[8]